# Верхняя Боёвка
Верхняя Боёвка — село в Сосковском районе Орловской области. Входит в административный центр Алпеевское сельское поселение.

## История
Верхняя Боёвка (Верхняя Баёвка), село Алпеевского сельского поселения, ранее — административный центр Сосковского административного района (30 июля 1928 г. — январь 1931 г.) в составе Орловского округа Центрально-Чернозёмной области.